# Sidi Bibi
Sidi Bibi  (in arabo سيدي بيبي‎?) è un centro abitato e comune rurale del Marocco situato nella provincia di Chtouka-Aït Baha, regione di Souss-Massa. Conta una popolazione di 39 042 abitanti (censimento 2014).